# Жезуш, Жоржи
Жо́ржи Ферна́нду Пинье́йру де Же́зуш (порт. Jorge Fernando Pinheiro de Jesus; род. 24 июля 1954, Амадора, Лиссабон) — португальский футболист и футбольный тренер.

## Биография
Жоржи Жезуш родился 24 июля 1954 года в Амадоре. Будучи футболистом, выступал в качестве правого полузащитника. Карьеру футболиста начал в 1969 году в клубе «Эштрела».
С 1971 года Жезуш начал выступать за столичный «Спортинг». Начиная с 1976 года Жезуш в течение семи лет выступал за различные клубы, представляя «Белененсеш», «Риопеле», «Униан Лейрия», «Виторию» (Сетубал) и «Фаренсе». В 1989 году в возрасте 35-ти лет Жезуш завершил карьеру футболиста.
Жезуш стал тренером, начав работать с клубом «Амора» в 1989 году, а в 1993 году перешёл в «Фелгейраш» и уже во втором сезоне вывел его в высший дивизион. Работал с клубом до июня 1998 года, после чего возглавил «Эштрелу».
В сезоне 2003/04 Жоржи являлся тренером клуба «Витория» и спас его от вылета. Следующие четыре года Жезуш тренировал клубы первого дивизиона, такие как «Морейренсе», «Униан Лейрия», «Белененсеш».
20 мая 2008 года, через день после ухода из «Белененсеша», Жоржи возглавил клуб «Брага», с которым в том же году выиграл Кубок Интертото.
16 июня 2009 года Жезуш стал главным тренером столичной «Бенфики», сменив на посту Кике Санчеса Флореса. В свой первый сезон Жоржи привёл клуб к чемпионству, а также достиг с ним четвертьфинала Лиги Европы. 5 октября 2009 года Жезуш достиг своей сотой победы в чемпионате Португалии. В сезонах 2010/11, 2011/12 и 2012/13 команда заняла второе место в чемпионате. В сезонах 2013/14 и 2014/15 он привёл команду к чемпионству, став первым тренером-португальцем, выигравшим с «Бенфикой» два титула подряд.
Также под руководством Жезуша «Бенфика» трижды подряд выигрывала Кубок лиги — с 2010 по 2012 год. Команда Жезуша была также успешной на континентальном уровне: в сезоне 2011/12 она достигла четвертьфинала Лиги чемпионов, уступив «Челси», а в 2013 году дошла до финала Лиги Европы, где со счётом 1:2 снова уступила «Челси». В 2014 году в финале Лиги Европы «Бенфика» снова уступила, на этот раз в серии 11-метровых ударов, «Севилье».
В 2014 году Жезуш стал первым тренером в Португалии, завоевавшим домашний требл за один сезон. Это достижение стало первым в истории клуба.
Летом 2015 года Жезуш возглавил лиссабонский «Спортинг», закончив сезон с 86 очками, что стало клубным рекордом, но не позволило занять первое место. Из клуба он ушёл в 2018 году из-за разногласий с руководством. Его следующей командой стал саудовский «Аль-Хиляль».
1 июня 2019 года возглавил бразильский «Фламенго». Контракт подписан на 1 год. 23 ноября 2019 года привёл команду к победе в Кубке Либертадорес — второй в истории и первой за 38 лет. Также привёл свою команду к победе в чемпионате Бразилии. В результате команда квалифицировалась на клубный чемпионат мира. В финале клубного чемпионата мира «Фламенго» уступил «Ливерпулю» в дополнительное время. 5 июня 2020 года продлил контракт с rubro-negro до июня 2021 года. 17 июля 2020 года покинул клуб по собственному желанию.
30 декабря 2019 года получил от португальского президента Марселу Ребелу де Соуза знак Командора (ComIH) Ордена Инфанта дона Энрике за успех в качестве тренера «Фламенго».
18 июля 2020 года вернулся на пост главного тренера «Бенфики». Контракт подписан на 2 года. 28 декабря 2021 года, через 5 дней после поражения в гостевом матче 1/8 финала Кубка Португалии 2021/22 от «Порту» (0:3), расторг контракт c «Бенфикой» по обоюдному согласию.

## Титулы и достижения

### Национальные
- Командор Ордена Инфанта дона Энрике (30 декабря 2019)

### Клубные
Брага
- Обладатель Кубка Интертото (1): 2008

Бенфика
- Чемпион Португалии (3): 2009/10, 2013/14, 2014/15
- Обладатель Кубка Португалии (1): 2013/14
- Обладатель Кубка Португальской лиги (4): 2009/10, 2010/11, 2011/12, 2013/14
- Обладатель Суперкубка Португалии: 2014
- Финалист Лиги Европы УЕФА (2): 2012/13, 2013/14

Спортинг
- Обладатель Суперкубка Португалии: 2015
- Обладатель Кубка Португальской лиги: 2017/18

Аль-Хиляль
- Обладатель Суперкубка Саудовской Аравии (1): 2018

Фламенго
- Чемпион Бразилии (1): 2019
- Обладатель Суперкубка Бразилии (1): 2020
- Обладатель Кубка Либертадорес (1): 2019
- Обладатель Рекопы Южной Америки (1): 2020

Фенербахче
- Обладатель Кубка Турции (1): 2023[14]

### Личные
- Лучший тренер Португалии (3): 2009/10, 2013/14, 2014/15
- Лучший тренер чемпионата Бразилии (Placar) (1): 2019[15]
- Лучший тренер чемпионата Бразилии (Globo и КБФ) (1): 2019[16]
- Медаль Тирадентиса: 2019[17]
- Почётный гражданин Рио-де-Жанейро: 2019[18]